# Эскадренные миноносцы типа S-152
Эскадренные миноносцы типа S-152 — тип эскадренных миноносцев, состоявший на вооружении Военно-морского флота Германии в период Первой мировой войны. Всего было заложено 6 эсминцев этого типа (все по мобилизационной программе 1917 года), но не один из них не был достроен. Разобраны в состоянии 40 — 50 % готовности. Все корабли исключены из списков флота 9 ноября 1919 года. Проданы в 1920 году и впоследствии разобраны в Киле.

## Энергетическая установка
На кораблях типа в качестве ГЭУ была установлена паротурбинная ЭУ мощностью 22 000 л. с., состоящая из 2 турбин фирмы «Шихау» и 3 военно-морских нефтяных котлов (в том числе 2 двухсторонних). Запас топлива составлял 324 тонны нефти.

## Вооружение
Миноносцы вооружались 4х1 105-мм орудиями. Торпедное вооружение эсминцев состояло из 6 600-мм торпедных аппаратов и 24 мин заграждения.